# Lycaenesthes aethiops
Lycaenesthes aethiops is een vlinder uit de familie van de Lycaenidae. De wetenschappelijke naam van de soort is voor het eerst geldig gepubliceerd in 1886 door Distant.